# Ana Furtado
Ana Beatriz Furtado Alves Ferreira (Rio de Janeiro, 22 de outubro de 1973) é uma apresentadora, jornalista e atriz brasileira.

## Carreira

Furtado em janeiro de 2014, ao lado de Dan Stulbach e Lair Rennó.

Criada no bairro da Tijuca, na cidade do Rio de Janeiro, Ana iniciou sua carreira artística como modelo em 1993. Em 1995, protagonizou a vinheta de abertura da telenovela Explode Coração. Em 1996, fez a novela infantil Caça Talentos como Drica. Apresentou o Vídeo Show, ao lado de André Marques até o dia 15 de novembro de 2013. Em 2013, foi repórter do Fantástico, apresentando o quadro Mulher 4.0 e Mulher 5.0. Entre 2015 e 2022, apresentou o É de Casa aos sábados. Participou em 2022 do talent show Dança dos Famosos, terminando na terceira posição.

## Vida pessoal

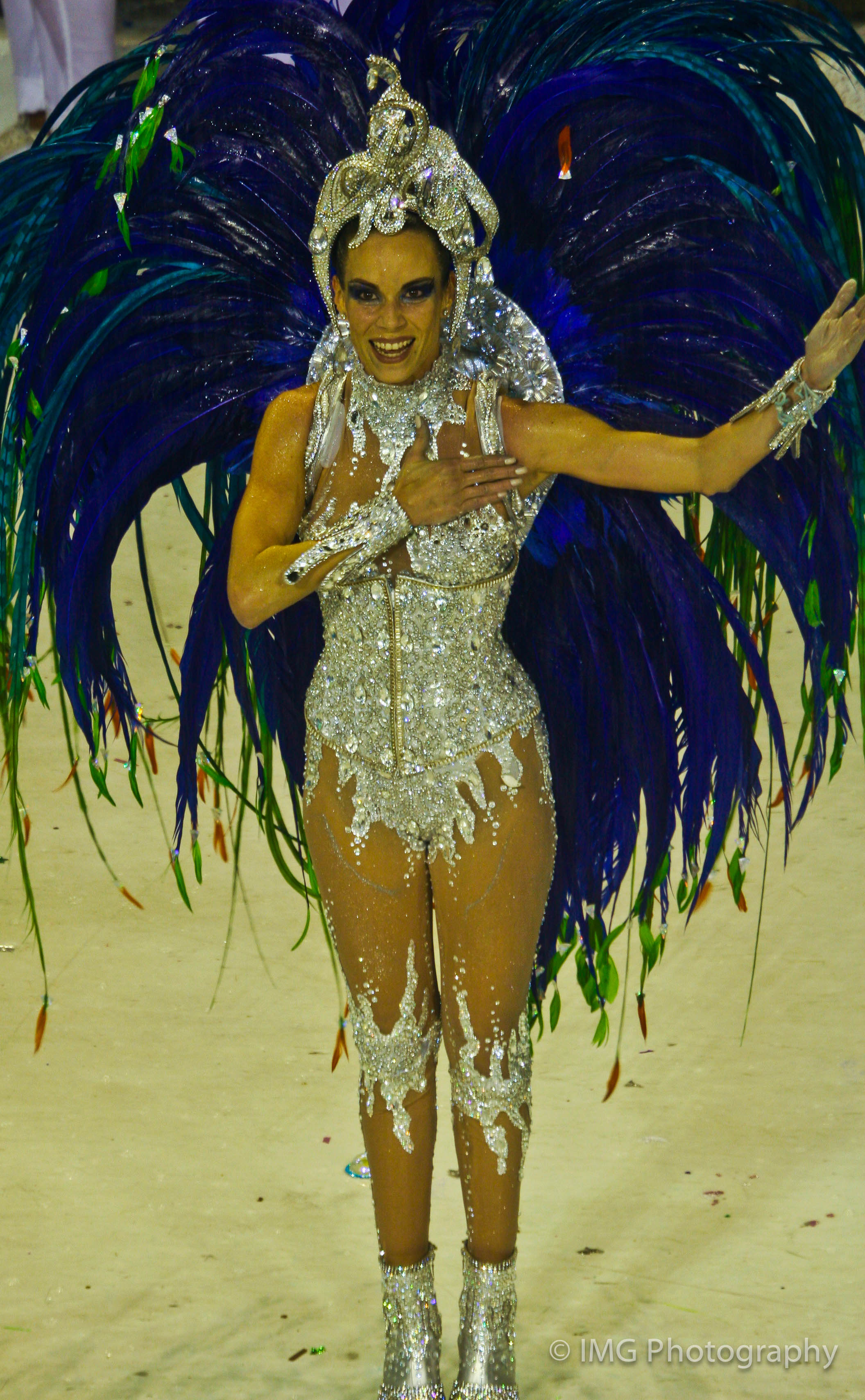
Ana no Carnaval do Rio de Janeiro, em 2011.

Em 1996, começou a namorar o diretor Boninho, com quem se casou em 1999 e teve uma filha, Isabella Furtado De Oliveira, nascida em 1 de maio de 2007. Em entrevistas revelou que teve depressão pós-parto e que durante dois anos tratou-se com psicoterapia e antidepressivos. A apresentadora possui daltonismo parcial, o que a impede de diferenciar algumas cores.
Em 27 de maio de 2018, revelou que estava com câncer de mama. Em 17 de dezembro de 2018, revelou estar curada após a retirada do tumor e o tratamento.

## Filmografia

### Televisão
| Ano      | Título                  | Personagem                  | Notas                                         |
| -------- | ----------------------- | --------------------------- | --------------------------------------------- |
| 1996     | Cara & Coroa            | Raquel Elshe                | Episódio: "30 de março"                       |
| 1996     | Ponto a Ponto           | Apresentadora               |                                               |
| 1996–98  | Caça Talentos           | Adriana Banks (Drica)       |                                               |
| 1998     | Pecado Capital          | Deinha                      |                                               |
| 1999     | Vila Madalena           | Nina                        |                                               |
| 1999     | Você Decide             | Ela mesma                   | Episódio: "E O Circo Chegou"                  |
| 2001     | Os Normais              | Maria Pia                   | Episódio: "Fazer as Pazes é Normal"           |
| 2002     | O Quinto dos Infernos   | Maria Teresa de Bragança    |                                               |
| 2002–06  | Vídeo Show              | Repórter                    |                                               |
| 2006     | Minha Nada Mole Vida    | Verônica Mello              | Episódio: "Vida de Artista"                   |
| 2006     | Páginas da Vida         | Lívia Ferreira Martins      |                                               |
| 2008     | Ciranda de Pedra        | Joyce Amado                 |                                               |
| 2008     | Guerra e Paz            | Vânia                       | Episódio: "Manos e Brous"                     |
| 2008     | Bossa Nova - 50 Anos    | Apresentadora               | Especial de fim de ano                        |
| 2009     | Caminho das Índias      | Gabriela Diniz (Gaby)       |                                               |
| 2009–13  | Vídeo Show              | Apresentadora               |                                               |
| 2009–12  | Vídeo Show Retrô        | Apresentadora               |                                               |
| 2010     | Ti Ti Ti                | Ela mesma                   | Episódio: "28 de agosto"                      |
| 2012     | Cheias de Charme        | Ela mesma                   | Episódio: "27 de julho"                       |
| 2012     | Louco por Elas          | Larissa                     | Episódio: "Giovana Aparece com Novo Namorado" |
| 2013–14  | Fantástico              | Repórter                    |                                               |
| 2015– 22 | É de Casa               | Apresentadora               |                                               |
| 2015     | Chapa Quente            | Tenente Patrícia Figueiredo | Episódio: "Marlene visita Genésio"            |
| 2016     | Totalmente Demais       | Ela mesma                   | Episódio: "9 de janeiro"                      |
| 2017     | Rock Story              | Ela mesma                   | Episódio: "24 de janeiro"                     |
| 2018     | O Outro Lado do Paraíso | Ela mesma                   | Episódio: "11 de maio"                        |
| 2019     | A Dona do Pedaço        | Gerusa                      | Episódios: "15–22 de novembro"                |
| 2022     | Dança dos Famosos       | Participante (3º lugar)     | Temporada 19                                  |
| 2023     | Oscar                   | Comentarista                |                                               |
| 2024     | Emmy Awards             | Comentarista                |                                               |

### Cinema
| Ano  | Título                                  | Personagem |
| ---- | --------------------------------------- | ---------- |
| 2004 | A Dona da História                      | Esposa     |
| 2009 | Flordelis: Basta uma Palavra para Mudar | Maria      |